# Cnidiocarpa alaica
Cnidiocarpa alaica är en flockblommig växtart som beskrevs av Pimenov. Cnidiocarpa alaica ingår i släktet Cnidiocarpa och familjen flockblommiga växter. Inga underarter finns listade i Catalogue of Life.